# Сингерман, Берта
Сингерман Берта (исп. Berta Singerman Begun 9 сентября 1901,Мозырь — 10 декабря 1998, Буэнос-Айрес) — аргентинская театральная актриса, чтица.

## Биография
Берта Сингерман (урождённая Зингерман Берта Ароновна) родилась в Мозыре. Её отец — активный революционер — вынужден был эмигрировать в Аргентину в 1906 г. По прибытии в страну основал первый театр на идише в Буэнос-Айресе, в котором начала выступать Берта С. Затем она училась в драматической школе, где она принимала участие в школьных постановках, а особенно был оценён её талант декламации. В репертуаре Сингерман были лучшие произведения классические и современные испанские, южно-американские, а также мировой поэзии, в том числе отрывки из «Мартина Фьерро» X. Эрнандеса, произв. П. Неруды, Н. Гильена, Р. Гонсалеса Туньона. Чтение поэмы П. Элюара «Свобода» вызвало широкий обществ, отклик. Выступала перед массовой аудиторией. Сингерман принимала участие в вечерах, организуемых Аргентинским женским коммунистическим союзом. Организовала театральную труппу. В последние годы своей жизни она жила в доме престарелых в окрестностях Палермо, где скончалась 10 декабря 1998 в возрасте 97 лет от остановки сердца.
Сестра — аргентинская актриса Паулина Сингерман.